# 苏瓦松区
苏瓦松区（法語：arrondissement de Soissons）是法国埃纳省所辖的一个区。总面积1342.3平方公里，总人口107707，人口密度80人/平方公里（2018年）。主要城镇为苏瓦松。

## 辖区
苏瓦松区辖有166个市镇。